# تپه پیرحیاتی ۱
تپه پیرحیاتی ۱ مربوط به دوره اشکانیان است و در شهرستان کرمانشاه، بخش مرکزی، دهستان میان دربند، ۳۰۰ متری جنوب غرب روستای پیر حیاتی واقع شده و این اثر در تاریخ ۲۶ اسفند ۱۳۸۷ با شمارهٔ ثبت ۲۵۶۰۴ به‌عنوان یکی از آثار ملی ایران به ثبت رسیده است.